# Rovňany
Rovňany – wieś (obec) na Słowacji położona w kraju bańskobystrzyckim, w powiecie Poltár. Pierwsze wzmianki o miejscowości pochodzą z roku 1430.
Według danych z dnia 31 grudnia 2012, wieś zamieszkiwały 272 osoby, w tym 141 kobiet i 131 mężczyzn.
W 2001 roku pod względem narodowości i przynależności etnicznej 94,7% mieszkańców stanowili Słowacy, a 4,17% Romowie.
Ze względu na wyznawaną religię struktura mieszkańców kształtowała się w 2001 roku następująco:
- Katolicy rzymscy – 53,41%
- Ewangelicy – 31,06%
- Ateiści – 10,23%
- Nie podano – 1,14%